# Fire and Ice (videogioco)
Fire and Ice è un videogioco a piattaforme in 2D realizzato dalla Graftgold e pubblicato dalla Renegade Software per varie console a partire dall'Amiga fra il 1992 ed il 1994. Il personaggio principale del videogioco è Cool Coyote, un coyote di colore blu. La versione Master System è stata pubblicata esclusivamente in Brasile.